# 托马斯·阿诺德 (雪车运动员)
托马斯·阿诺德（英語：Thomas Arnold，1901年4月5日—1986年7月5日），英国男子雪车运动员。他曾代表英国参加1924年冬季奥林匹克运动会雪车比赛，联同拉尔夫·布鲁姆、亚历山大·理查森和Rodney Soher获得男子四人银牌。